# Apolemichthys xanthotis
Apolemichthys xanthotis är en fiskart som först beskrevs av Fraser-brunner, 1950.  Apolemichthys xanthotis ingår i släktet Apolemichthys och familjen Pomacanthidae. IUCN kategoriserar arten globalt som livskraftig. Inga underarter finns listade i Catalogue of Life.

## Bildgalleri

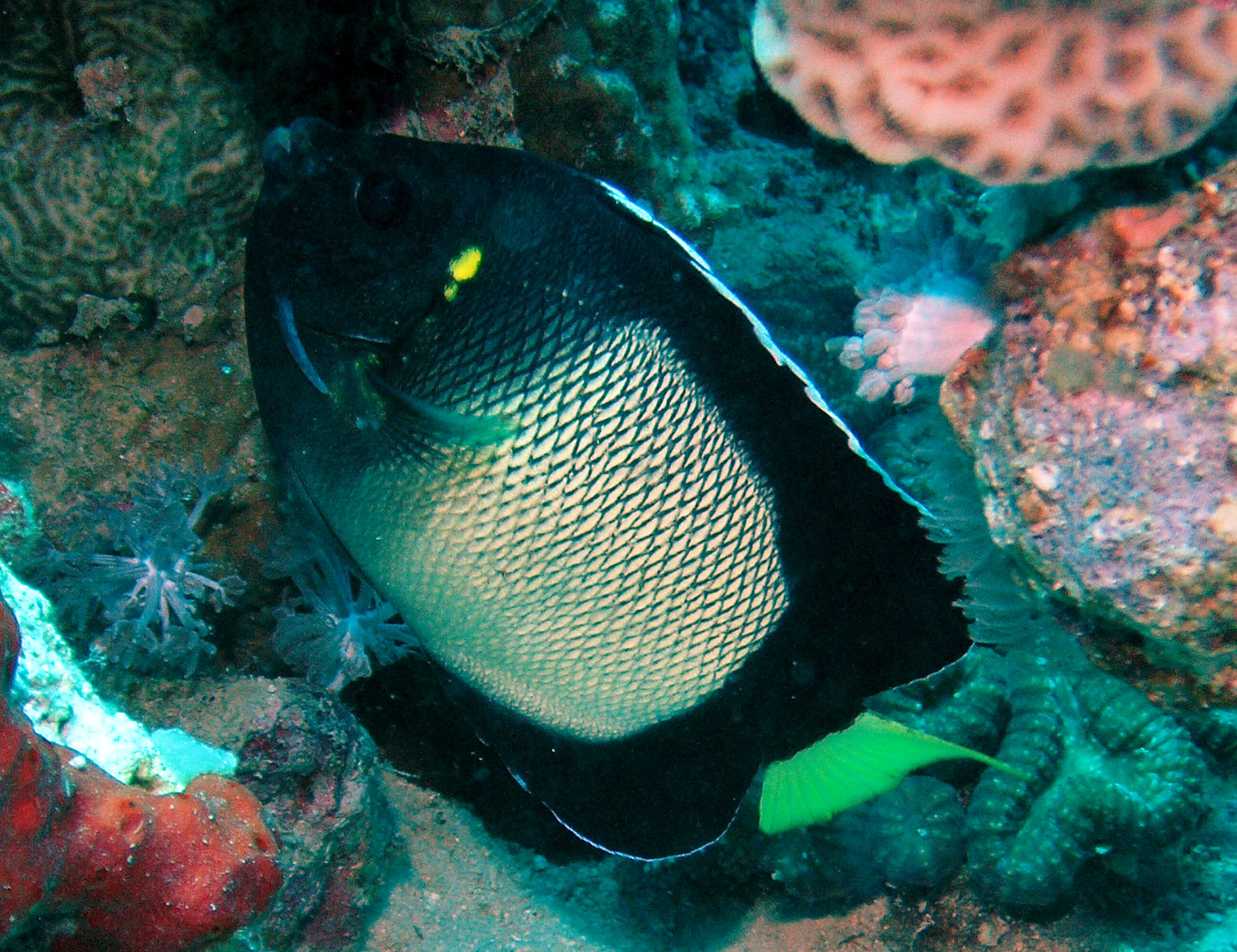